# Houillères de Gémonval
Les houillères de Gémonval sont des mines situées dans l'est de la France, à la limite de la Haute-Saône et du Doubs. Elles ont connu deux périodes d'activité, la première entre 1826 et 1847 avec l'accord d'une concession, la seconde dans les années 1940 par le Bureau de recherches géologiques et géophysiques (BRGG). Ces deux périodes sont entrecoupées par des tentatives de relance. Cette mine connaît dans les années 1830 une importante spéculation boursière. La houille keupérienne de Gémonval a servi principalement au fonctionnement des chaudières utilisées pour la concentration de la saumure des salines locales, principalement celle de Mélecey, mais aussi dans les forges voisines. Les mines commercialisent également la pyrite issue du lavage du charbon pour l'industrie chimique.
Des vestiges de cette activité (entrées de mines, terrils, ruines) subsistent au début du XXIe siècle.

## Situation

Les différentes concessions de Haute-Saône pour l’exploitation du bassin keupérien.

La concession de Gémonval, d'une superficie de 2 056 hectares est située sur les communes de Gémonval, Georfans, Courchaton, Vellechevreux, Marvelise, Saulnot, Crevans-et-la-Chapelle-lès-Granges et Granges-le-Bourg, à la limite du département de la Haute-Saône et du Doubs, en région de Bourgogne-Franche-Comté.
La zone de chalandise des houillères couvre le sud de l'arrondissement de Lure et le nord du Doubs. Leurs principaux clients sont les salines (surtout celle de Mélecey), les fabriques et les artisans des environs (notamment à Héricourt) ; elles subissent une concurrence frontale de la part des houillères de Ronchamp, mais aussi plus indirectement des houillères de Blanzy et de la Loire.

## Géologie

La formation du gisement de sel et de charbon du Keuper en Franche-Comté.

Les gisements de houille et de halite exploités sont mêlés au sein du bassin houiller keupérien de Haute-Saône. Ce bassin est formé d'une alternance de couches de grès, de marne irisée et de dolomies de gypse. Le gîte de Gémonval est coupé en deux par une faille.
La qualité du charbon extrait à Gémonval est particulièrement mauvaise, et la quantité de soufre est si importante que le charbon s’enflamme s'il reste en tas plusieurs semaines. La couche a une puissance moyenne de 0,80 mètre. En revanche, les mines locales sont riches en gypse mais aussi en pyrite, en sel gemme et minerai de fer.

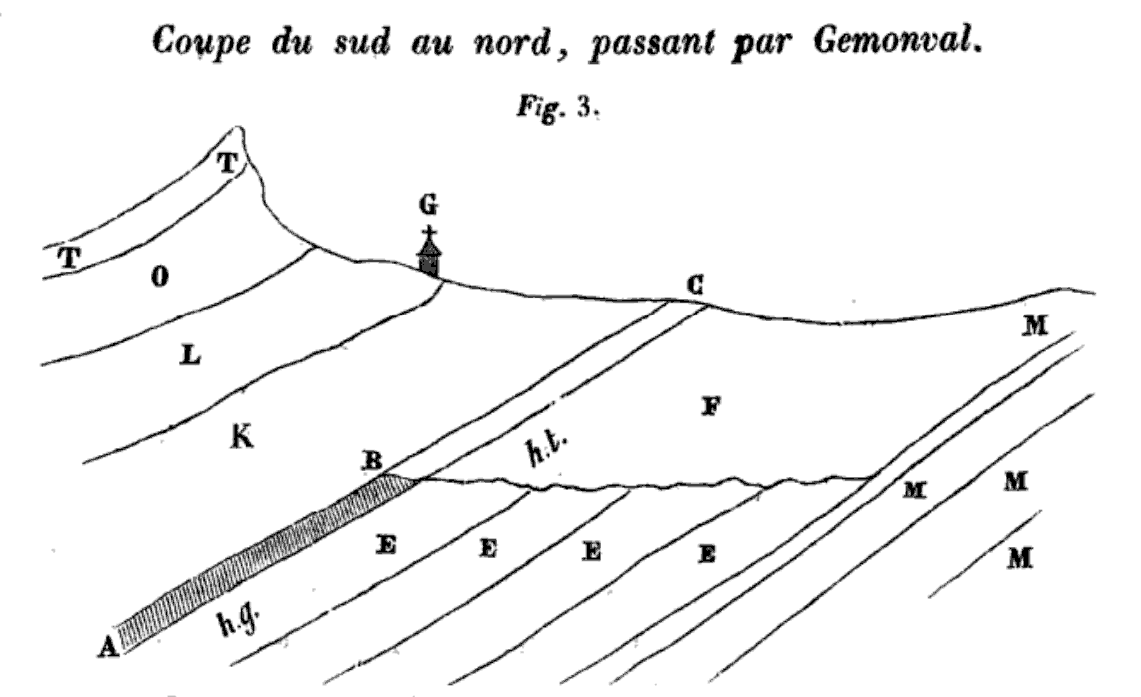
Coupe géologique de Gémonval. B–C : houille tendre, A–B (gris) : houille gypseuse.
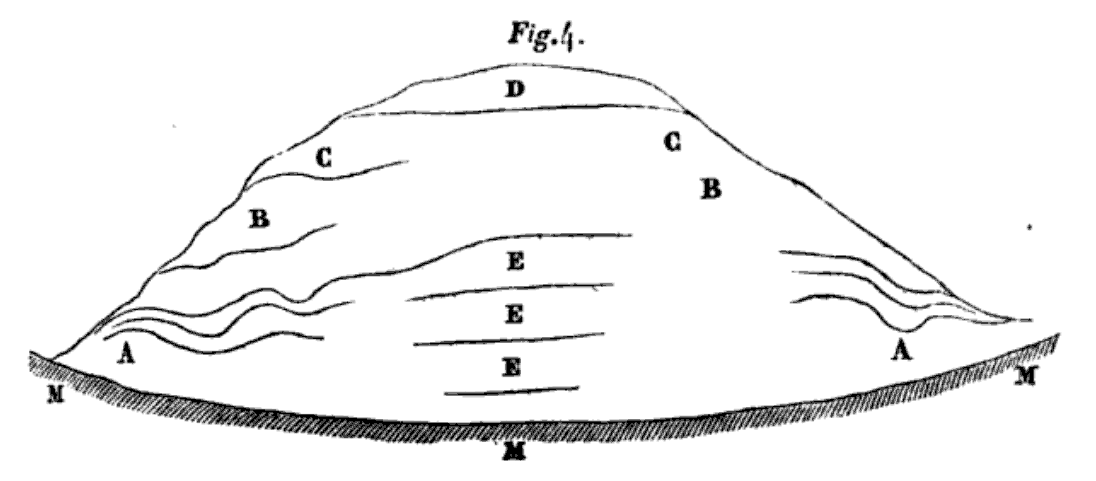
La butte gypseuse de Gémonval.

## Histoire

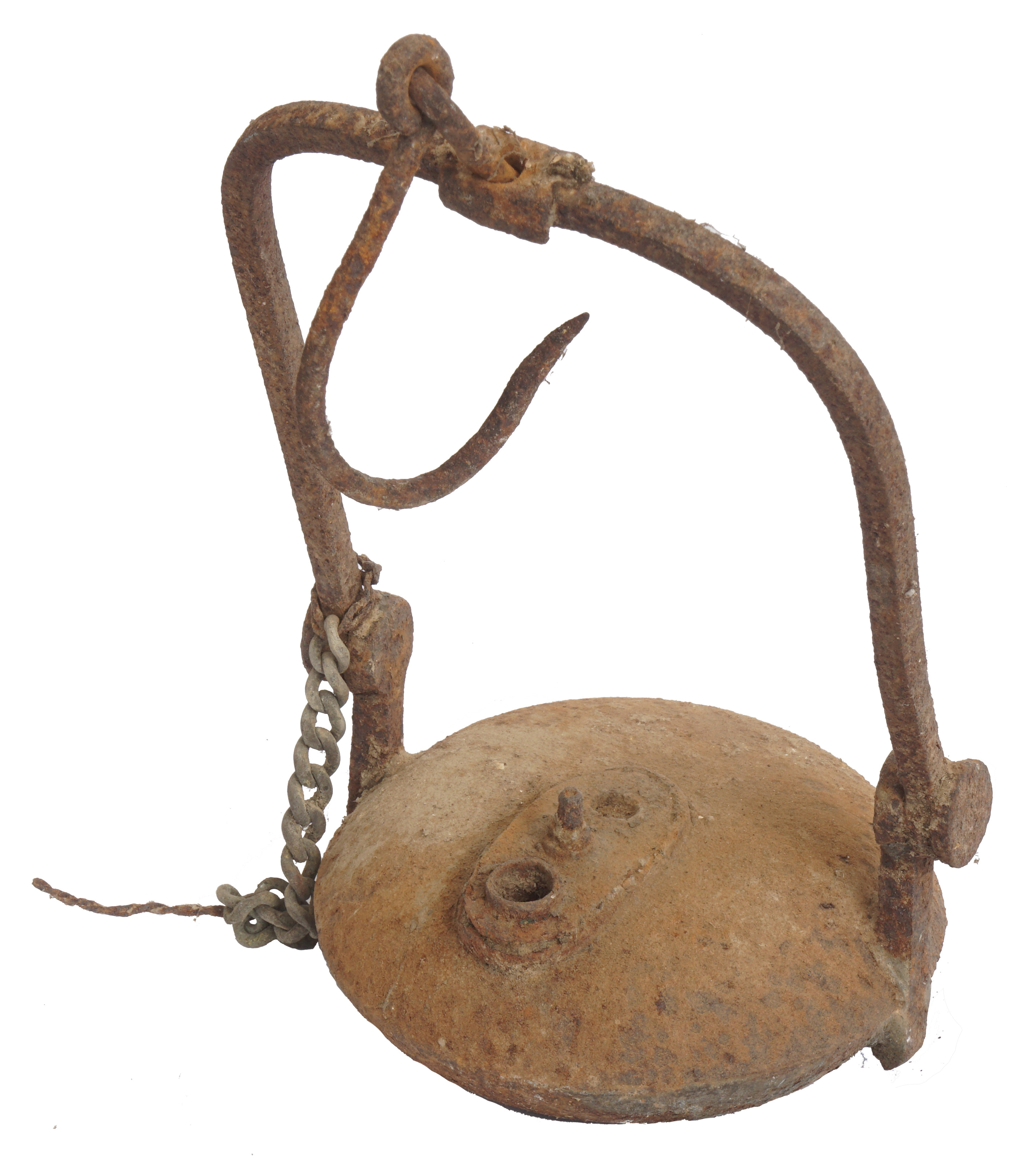
Lampe de mineur de Gémonval.

### Première période d'exploitation
La concession de Gémonval est accordée par une ordonnance royale du 8 octobre 1826,. à Samuel Blum, propriétaire des forges de Pont-sur-l'Ognon qui utilise directement le combustible pour son usine. 
Cette mine connaît dans les années 1830 une importante spéculation boursière par la compagnie exploitante, qui garantit alors qu'elle exploite deux couches d'un mètre de puissance d'une houille parfaitement propre et fait sans cesse de nouvelles découvertes ; toutefois, aucun bénéfice n'est dégagé. Pour obtenir une marge bénéficiaire de 17 à 18 %, la production aurait dû atteindre 500 à 600 tonnes par jour, soit la consommation de l'Alsace à cette époque. Or, elle n’atteint jamais les 20 tonnes quotidiennes. Huit puits sont alors en activité et deux machines à vapeur sont en service.
Plusieurs puits de recherche sont creusés en 1832 sur la commune de Vellechevreux. La plupart repèrent plusieurs filons de houille, notamment un premier filon de 10 cm de schiste houiller, un second de 46 cm de houille de bonne qualité, un troisième de 61 cm de houille mêlée au schiste et un quatrième de nature inconnue. Le 18 août de la même année, un puits mesurant 19,5 mètres de profondeur est creusé à Courchaton. Il fait partie d'un groupe de trois puits de recherche creusés par les mines de Gémonval sur la commune. Le 10 novembre 1833, l’épaisseur de la couche rencontrée varie de 5 à 10 cm au fur et à mesure du creusement des galeries. Deux sondages et deux autres puits sont creusés sur la même commune. En 1842, la compagnie appartenant à messieurs Boisson Faucompré et Cie emploi 72 ouvriers, deux machines à vapeur et deux machines à molette.
Les mines connaissent une première fermeture en 1847.

### Période d'abandon et de recherches
Plusieurs tentatives de relances ont lieu sans succès entre 1850 et 1905. Un sondage creusé avant 1850 reconnaît la houille à 90 mètres de profondeur.
En 1866, la concession appartient à Monsieur Lorain de Dijon. La renonciation de concession est demandée le 8 août 1877 et accordée le 10 décembre 1878.
Vers 1880, deux sondages sont forés, puis un autre par la saline de Gouhenans en juillet 1905. Ce dernier reconnaît la houille entre 81,25  et   81,80 mètres de profondeur.

### Seconde période d'exploitation
Pour faire face aux pénuries dues à l'Occupation, de nouvelles recherches sont lancées par le Bureau de recherches géologiques et géophysiques (BRGG), entre 1942 et 1944 ; comme dans d'autres petits bassins qui échappent au contingentement de l'occupant. La concession de Vy-lès-Lure est également relancée mais pas celle de Corcelles.
Dans les années 1940, le personnel se compose d'un ingénieur des mines, d'un commis, d'un domestique, d'un maître-mineur, de trois mineurs, de cinq rouleurs, de quatre manœuvres, de deux machinistes, de deux chauffeurs, d'un charpentier et d'un maréchal-ferrant aidé par un assistant et sept laveurs, dont deux pour la houille et cinq pour la pyrite. La houille est triée puis subit plusieurs lavages successifs pour la séparer de la pyrite, utilisée par une usine de produits chimiques, « La Chemiquerie ». Pour chaque hectolitre de produit brut extrait, le lavage permet d'obtenir 70 L de houille lavée, commercialisée dans les environs, ainsi que 7 kilogrammes de pyrite et 13 L de houille menue, utilisée par les machines à vapeur de la houillère.
Les infiltrations d'eau sont un problème récurrent à Gémonval. Au puits du Fourneau, elles varient de 150 m3 par jour en été à 200 m3 par jour en hiver. L'exhaure est assurée par un réservoir de 8 m3 taillé dans le gypse. L'eau est ensuite remontée au jour par une pompe foulante actionnée par une machine à vapeur à simple effet et à action directe qui peut remonter jusqu'à 85 L par coup de piston et 500 m3 par jour.

## Travaux

### Puits de la Houillère
47° 32′ 18″ N, 6° 34′ 57″ E
Le puits de la Houillère est l'un des principaux puits de la concession. Les puits numérotés et plusieurs sondages se trouvent dans son voisinage direct. Il est relié aux puits des Essarts et du Fourneau. Un terril important est toujours visible au début du XXIe siècle,.

Le terril du puits de la Houillère.
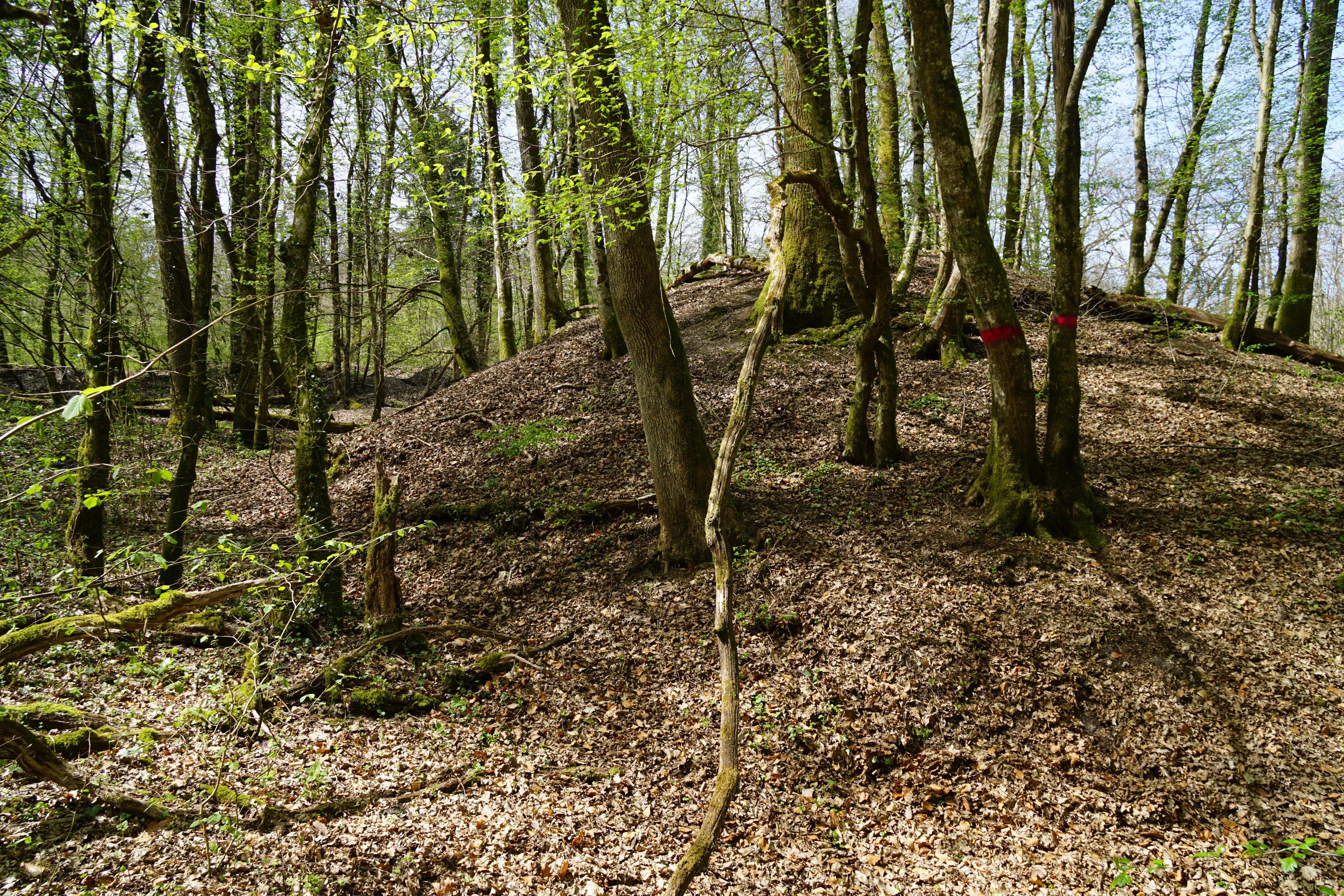
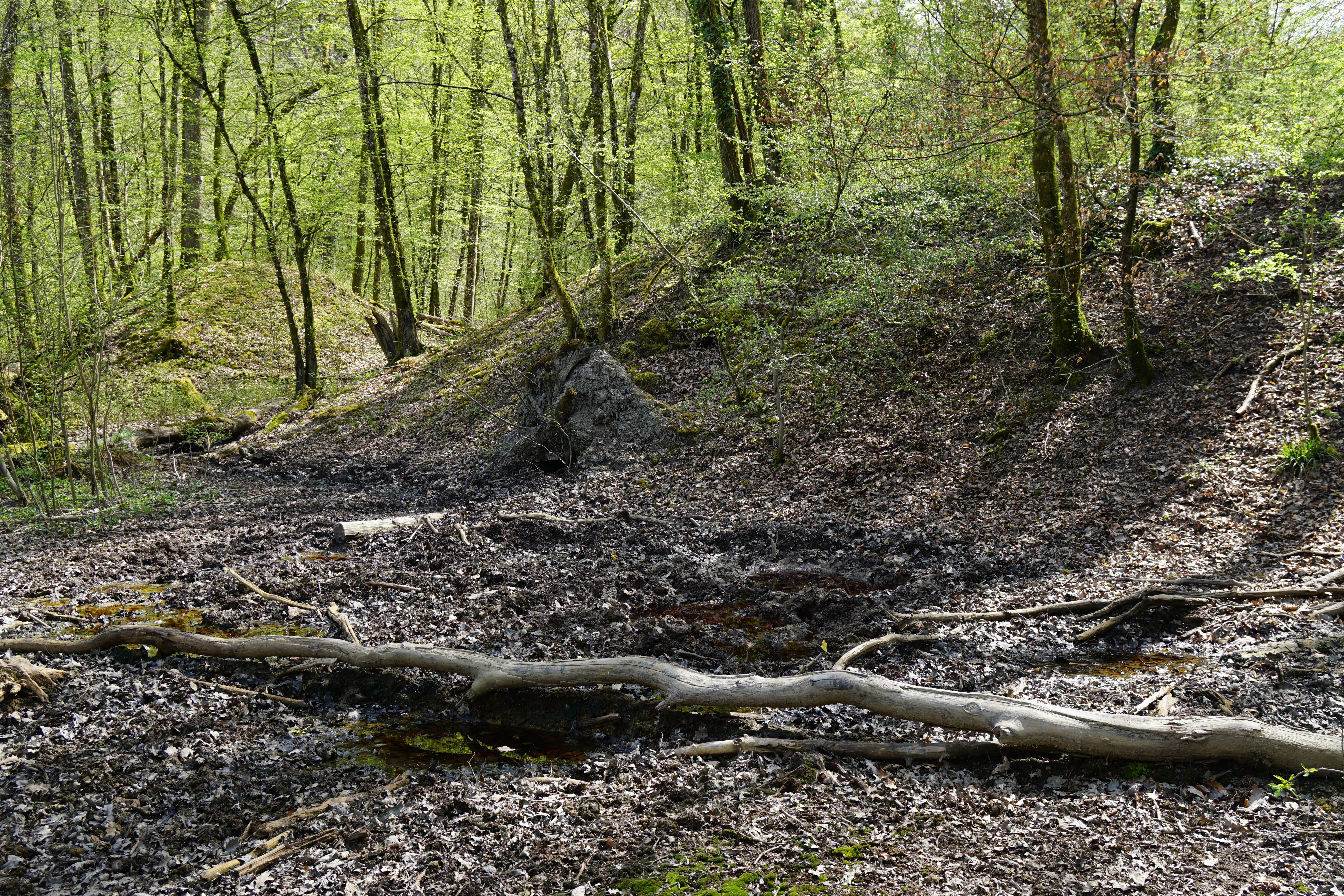
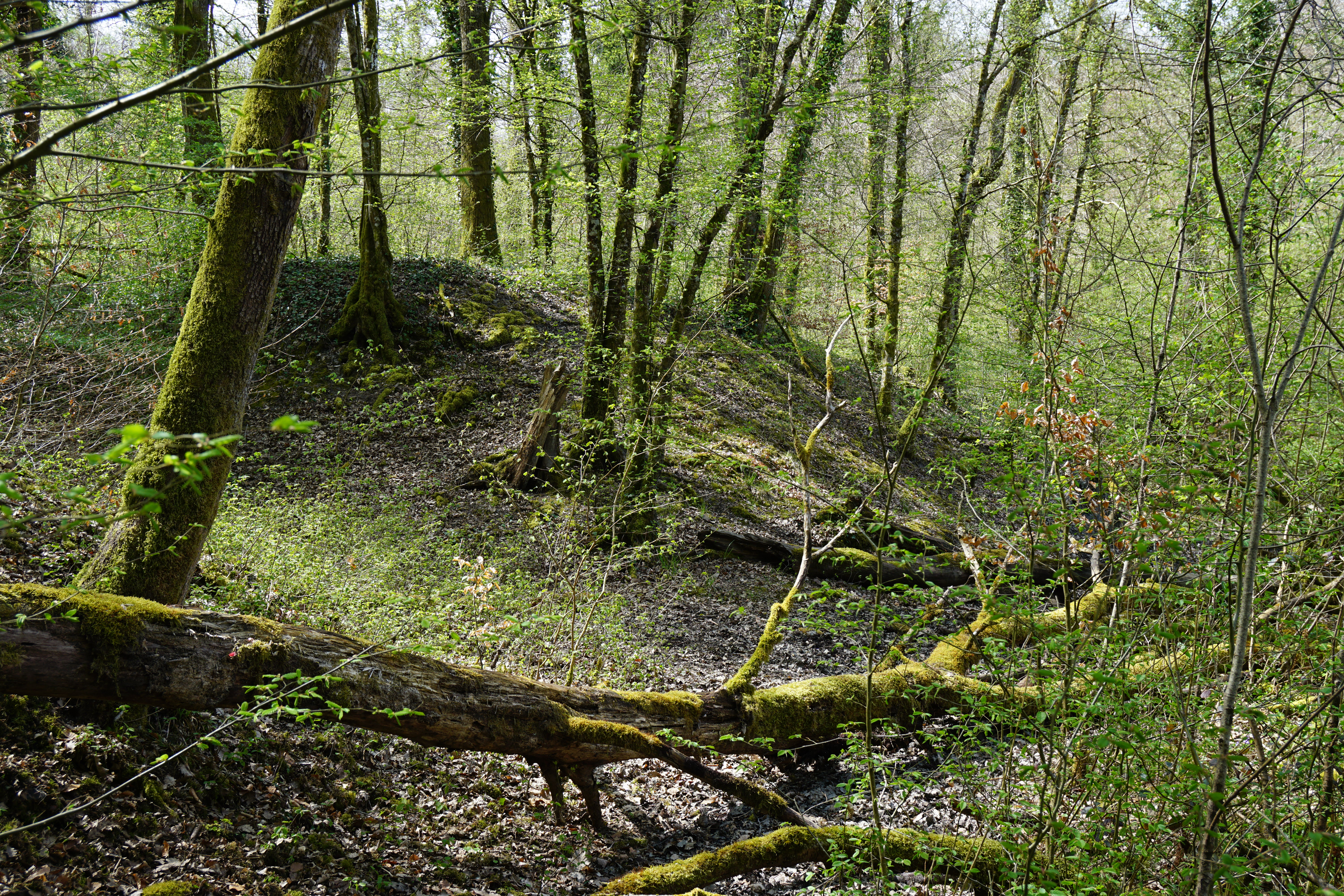

### Puitsno1
Le puits no 1 rencontre, en 1834, une couche mesurant 1 mètre d'épaisseur à 60,60 mètres de profondeur,.

### Puitsno2
Le puits no 2 rencontre, en 1833, une couche de 0,55 mètre à 15 mètres de profondeur,.

### Puitsno3
Le puits no 3 rencontre, en 1835, une couche de houille tendre et non collante mesurant 0,40 mètre d'épaisseur à 21,60 mètres de profondeur,. Il est approfondi jusqu'à la couche de gypse, à 30 mètres de profondeur. Un travers-banc montant est ensuite creusé pour recouper la couche. Une source d'eau est rencontrée à la sortie de la couche de gypse.

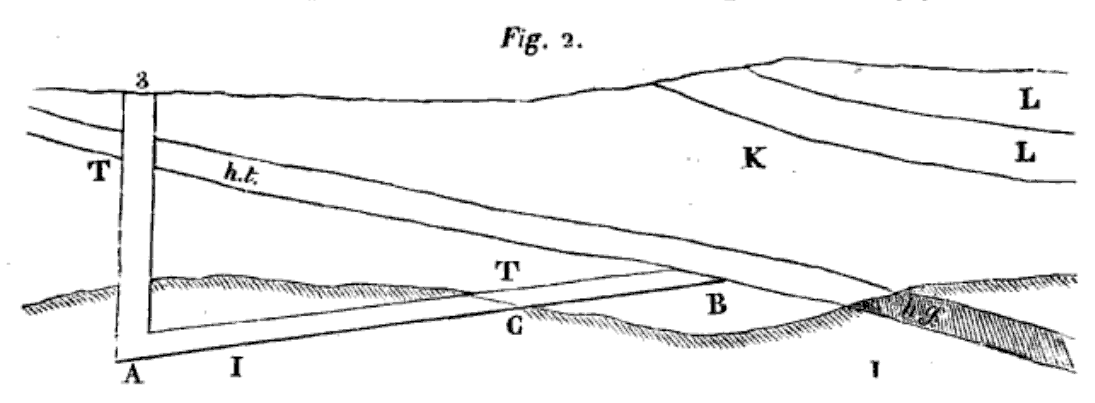
Coupe géologique du puits no 3 de Gémonval. h.t. : houille tendre, h.g. (gris) : houille gypseuse.

### Puitsno4
Le puits no 4 rencontre, en 1834, une couche de 1 mètre d'épaisseur à 60,60 mètres de profondeur. La houille maigre n'est pas collante mais schisteuse et pyriteuse,.

### Puits des Epoisses
Puits de 28 mètres daté de 1855.

### Galerie du Moulin
La galerie du Moulin est une descenderie de 130 mètres de long orientée vers l'ouest pour rejoindre le puits de la Houillère,,.

### Puits des Essarts
47° 32′ 07″ N, 6° 35′ 27″ E
Le puits des Essarts est situé sur la route de Gémonval à Crevans. Il est le seul puits à fonctionner en 1854. La houille est extraite à 37 mètres de profondeur avant d’être nettoyée dans des lavoirs installés le long d'un ruisseau. En 1943, des déblais sont présents le long du ruisseau et un bâtiment du puits subsiste, partiellement détruits,,.
Le terril et des supports de machine à vapeur sont visibles au début du XXIe siècle.

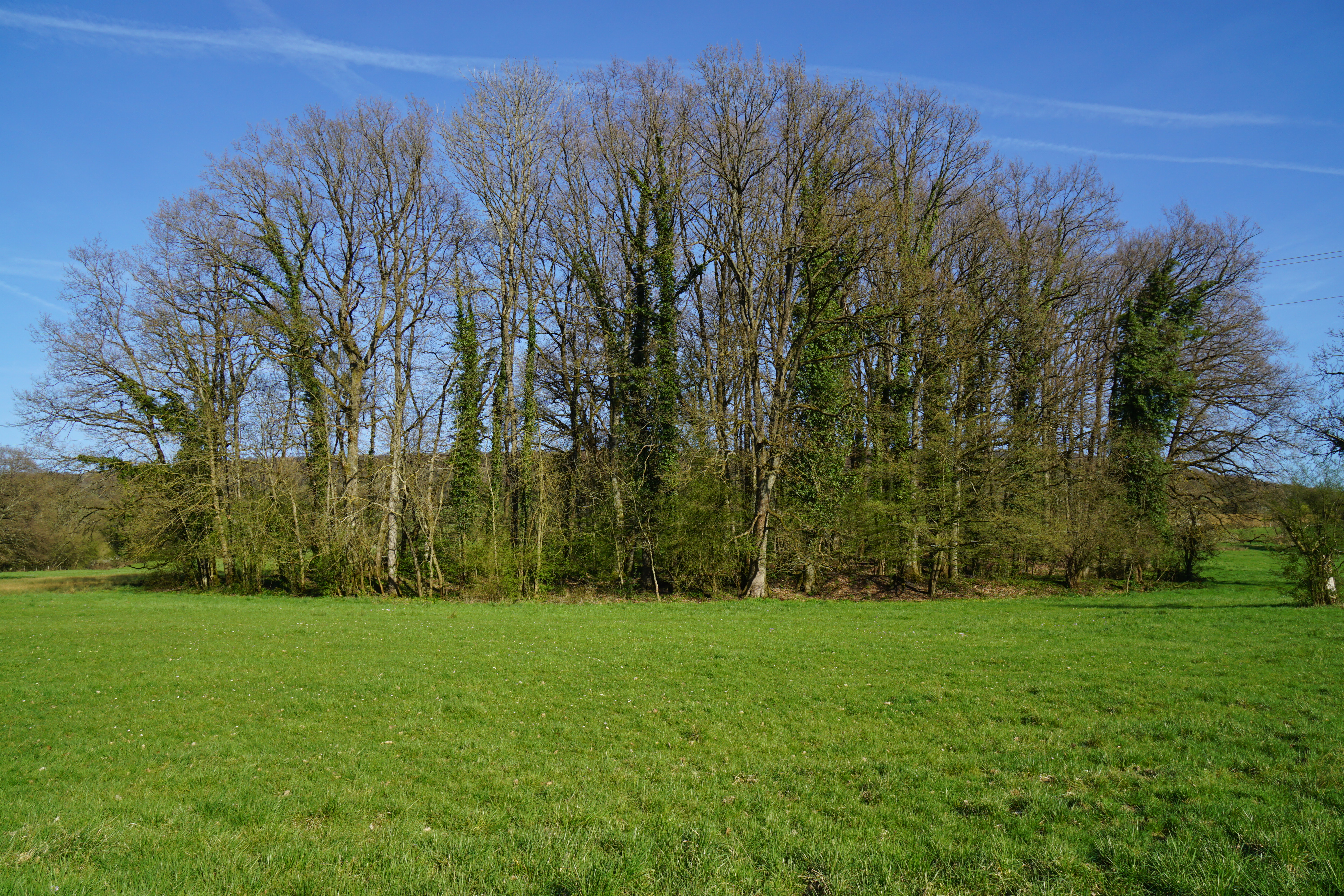
Vue générale du terril.
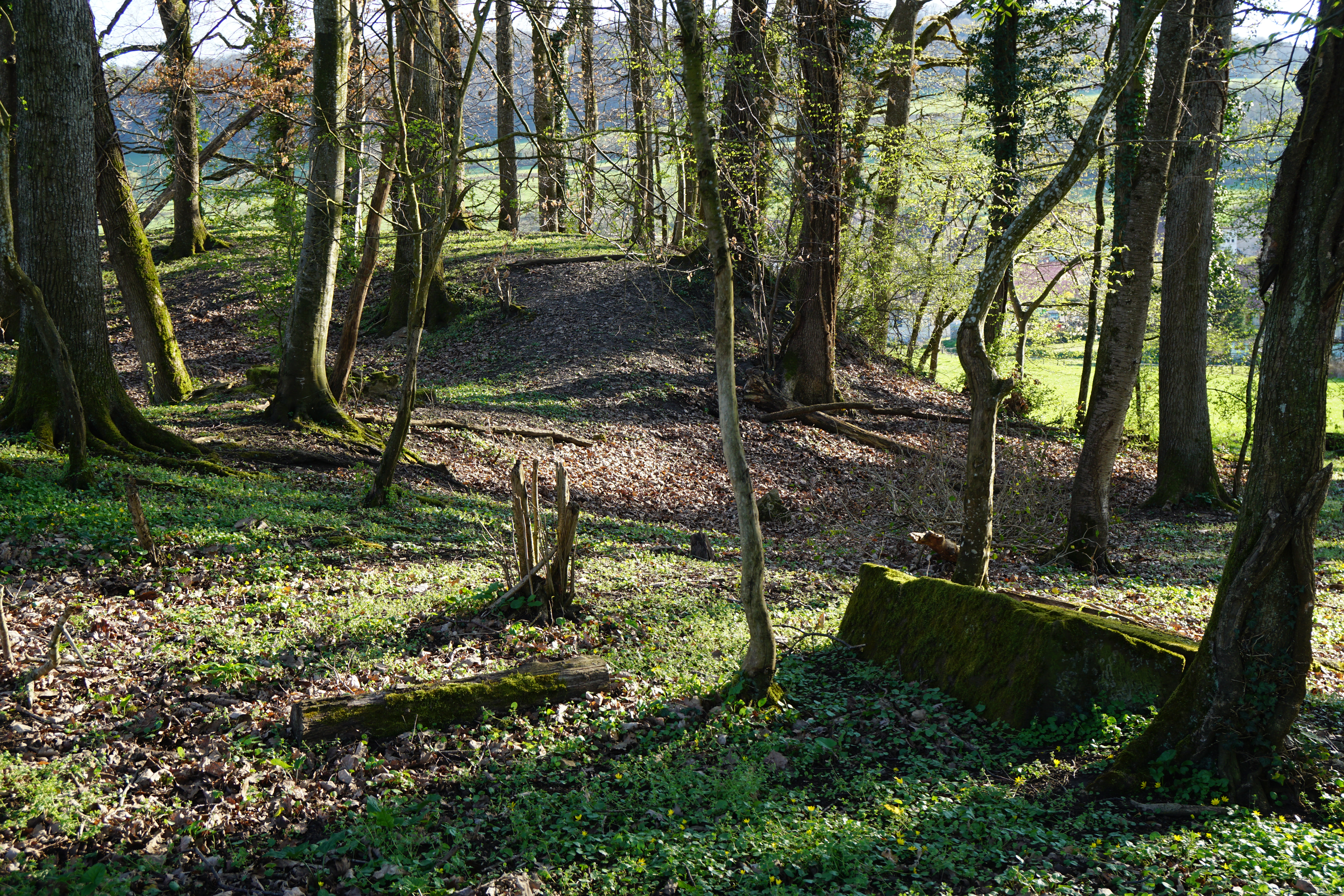
Terril du puits des Essarts.
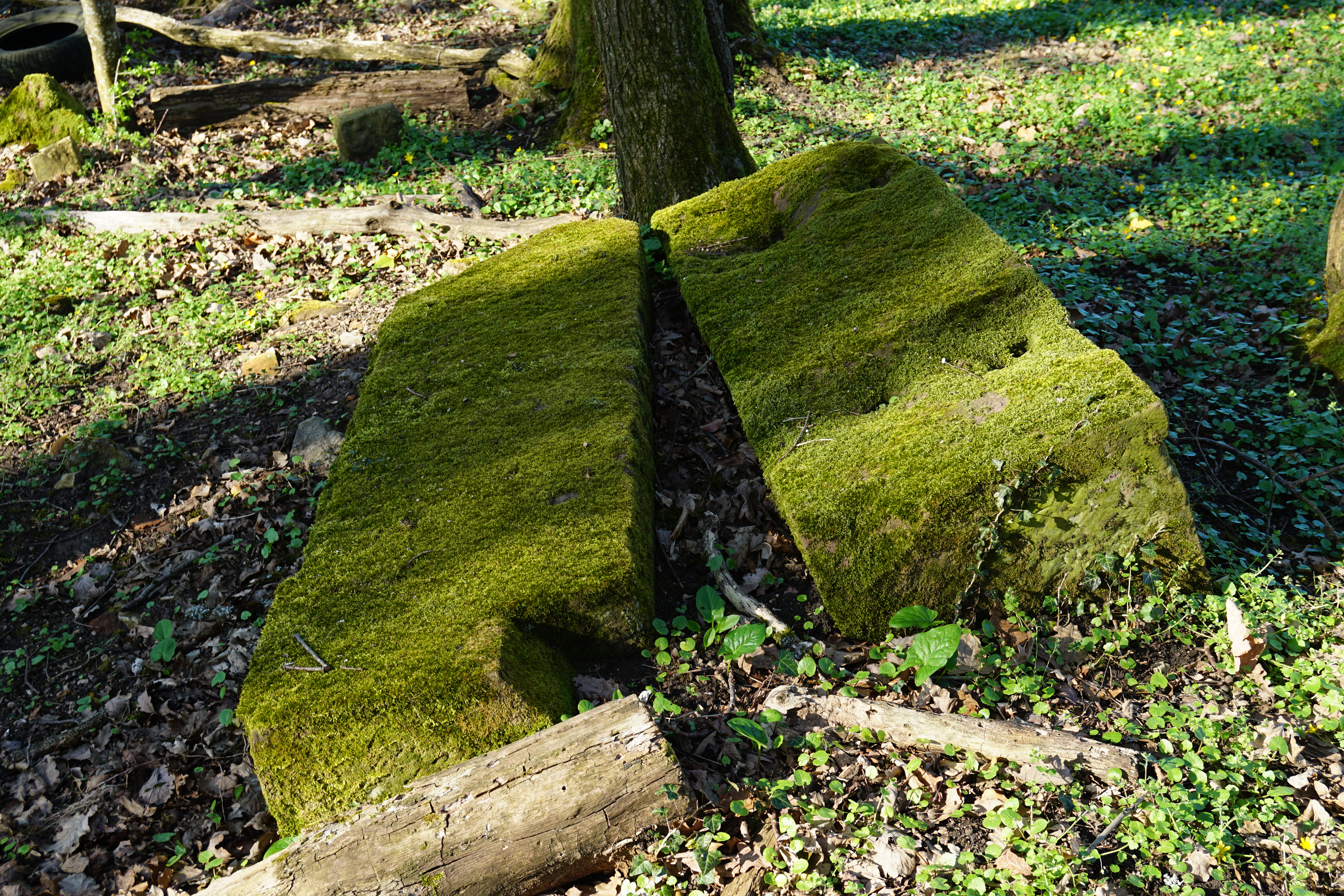
Supports de machine à vapeur.

### Puits du Fourneau
Le puits du Fourneau rencontre une couche de 0,80 mètre d'épaisseur à 40 mètres de profondeur. Un bâtiment minier, un terril et une entrée de galerie située à 100 mètres. Toujours exploité par trois chantiers en 1944,.

### Puits Isaac
Le puits Isaac est remblayé avant 1943 sans laisser de déblais,.

### Puits Elizabeth
47° 32′ 19″ N, 6° 35′ 49″ E
Le puits Elizabeth mesure 70 mètres de profondeur.
Au début du XXIe siècle subsistent le terril et un trou en entonnoir marquant l'emplacement du puits.

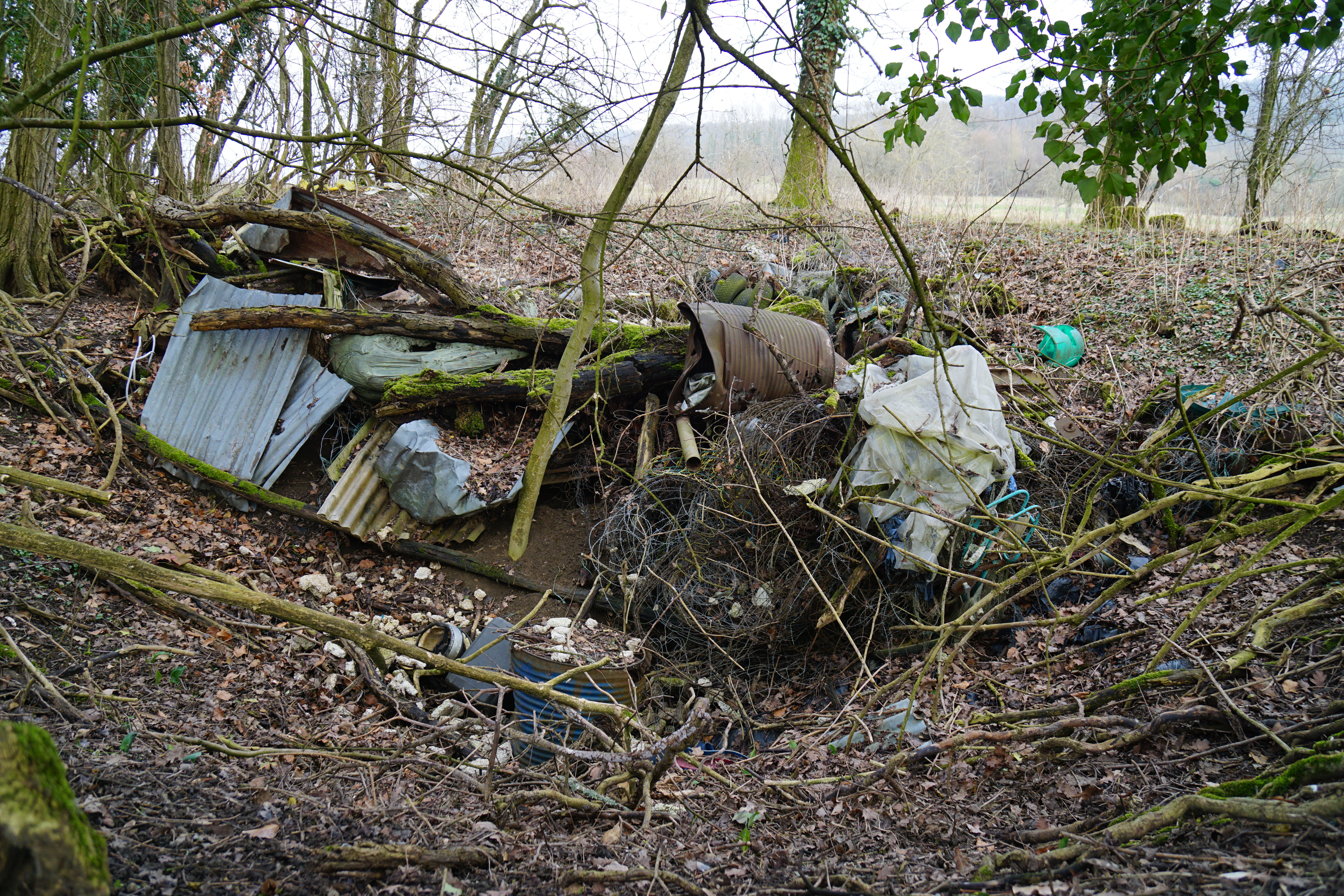
Ancien puits Elisabeth du hameau de La Chapelle.
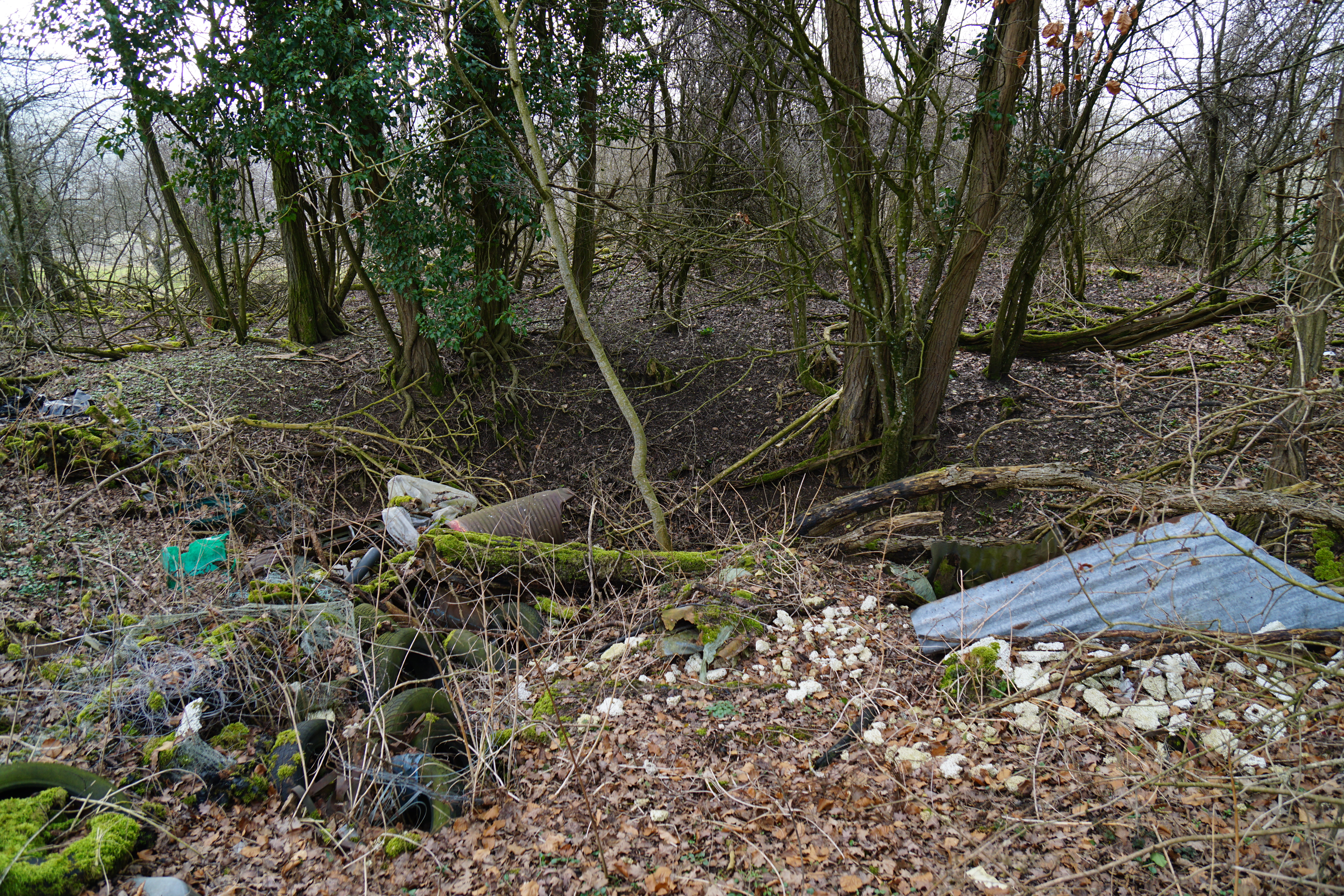
Autre vue.
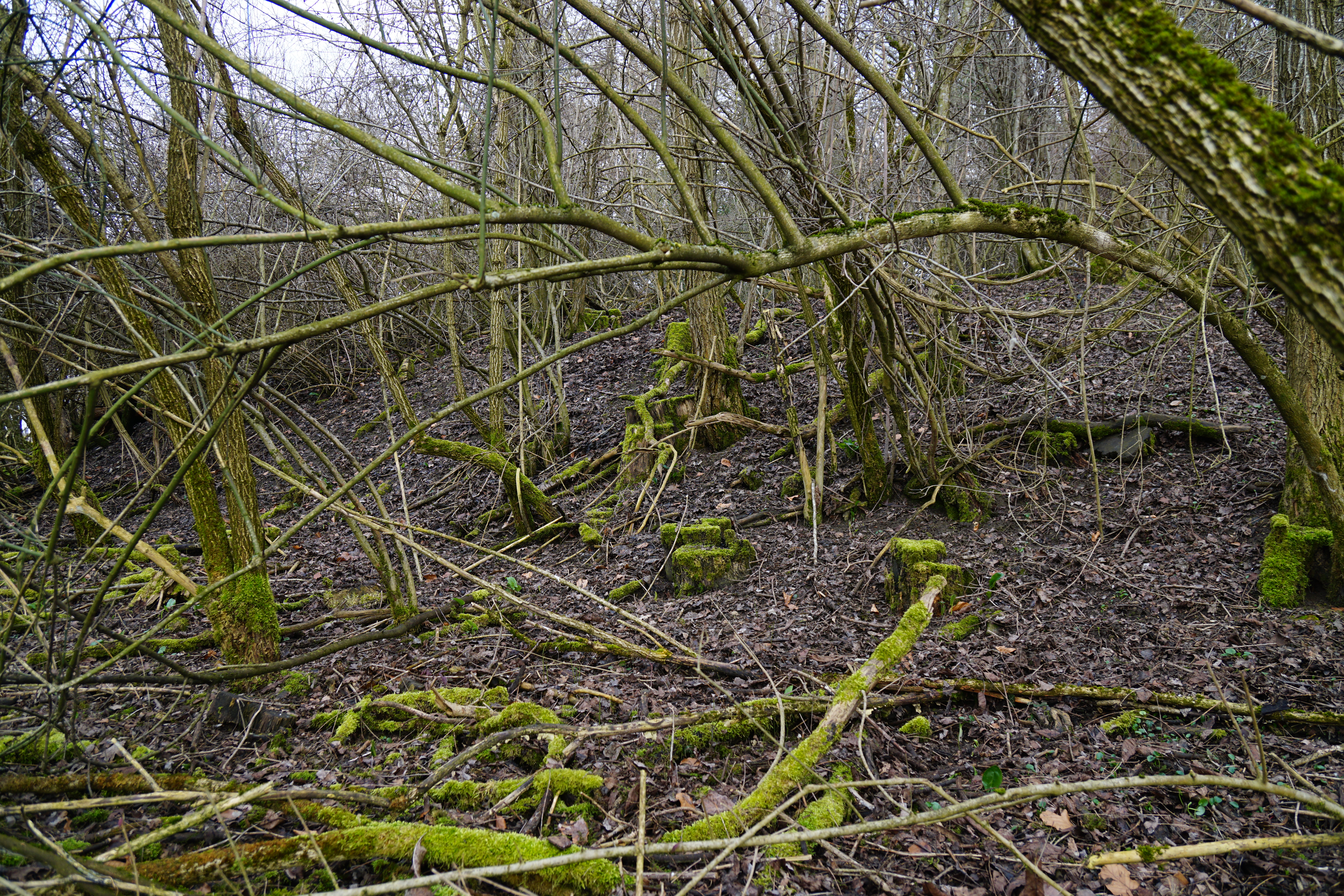
Son terril.

## Production

L'utilisation de la houille extraite dans les différentes concessions par les salines.

L'exploitation de Gémonval est divisée en deux compartiments de travaux, séparés par une faille, :
- le compartiment Ouest a extrait 135 000 m3 de charbon sur 11 hectares à une profondeur moyenne de 30 mètres, il regroupe les puits no 1 à 5, le puits des Essarts et la galerie du Moulin ;
- le compartiment Est a exploité 10 000 m3 sur 1,5 hectare à une profondeur moyenne de 50 mètres, il regroupe les puits Isaac, du Fourneau et Elizabeth.

Le puits de la Houillère est le seul charbonnage à cheval sur les deux compartiments.
En 1838, 600 tonnes de houille maigre, produites dans les concessions de Corcelles et Gémonval sont consommées dans le département du Doubs. 
Au milieu du XIXe siècle, la production atteint une moyenne de 8 000 m3 par an.
|                                      | 1832  | 1849  | 1851 | 1853  | 1854  |
| ------------------------------------ | ----- | ----- | ---- | ----- | ----- |
| Production (approximative) en tonnes | 1 065 | 1 200 | 610  | 2 000 | 1 250 |